# Muksza (przystanek kolejowy)
Muksza (ukr. Мукша) – przystanek kolejowy w miejscowości Tarasiwka, w rejonie kamienieckim, w obwodzie chmielnickim, na Ukrainie. Położony jest na linii Chmielnicki – Kamieniec Podolski – Kelmieńce. W pobliżu przepływa rzeka Muksza.